# Sd Kfz 231 (6-Rad)

Sd Kfz 231 (6-Rad) は、第二次世界大戦前に採用されたドイツの6輪重装甲偵察車である。1932～37年にビュッシング-NAG、マギルス、ダイムラー・ベンツの三社がそれぞれに、無線車型のSd Kfz 232 (6-Rad) を含め、計123輌が生産された。ドイツ語では Schwerer Panzerspähwagen Sd.Kfz.231 (6-Rad) が制式名称である。本車の後継として、同じ制式番号を持つ本格的な8輪重装甲車シリーズが作られ、こちらはSd Kfz 231 (8-Rad)と呼ばれる。また本車をベースとした装甲無線車型であるSd Kfz 232 (6-Rad)およびSd Kfz 263 (6-Rad)も生産された。 

## 概要
ヴェルサイユ条約によって、軍の装甲戦闘車輌の保有を制限されたワイマール共和国時代のドイツでは、装輪装甲車は警察のみが装備を許され、トラックのシャーシを使ったエーアハルト装甲車などが運用されていた。これらは任務や構造上、軍用として求められるオフロード性能は期待できるものではなかったが、運用し経験をつむことができた。
ナチス政権になる以前から、ドイツ軍は再軍備に備え秘密裏に禁止されていた兵器の研究開発を始めていた。ビュッシング-NAG、マギルス、ダイムラーベンツの三社により10輪や8輪の本格的な重装甲車の試作が進められていたが、1928年に製造が決定した頃には世界恐慌の最中で、予算が著しく不足する状況であった。このため安価で暫定的な車輌が採用されることとなり、民間乗用車ベースの4輪式軽装甲車であるアドラーKfz 13系、民間向けトラックベースの6輪式重装甲車であるSd Kfz 231 (6-Rad)系が開発された。これらも所詮は道路上で使う民間車輌の改造であり、オフロード性能は劣悪であった。
しかし6輪重装甲車は同時期の他国の装甲車に比べ洗練されており、傾斜した8mm厚の装甲が溶接接合で組まれているなど、後の8輪重装甲車シリーズの車体デザインに影響を与えている。また武装も密閉式小型砲塔内に2cm KwK30機関砲および7.92mm MG13各一挺と同程度であった。（この武装配置は、前期と後期で左右逆転している。）トラックベースであるためエンジンは車体前方にあり、ラジエーターは格子状、後に開閉可能なシャッター式の装甲で守られていた。
暫定的な装甲車である本車は、製造した三つのメーカーそれぞれの民間用6輪トラックをベースにしており、一見よく似てはいるが車体長や細部の異なる三種類が存在、しかし特に形式名は分けられていない。どれも前2輪でステアリングで操行し、後部の4輪（それぞれがダブルタイヤ）だけで駆動した。前後のタイヤの間が広く、オフロードで凸部に乗り上げて行動不能になるのを防ぐため、一部の車輌には車体下部に空転するローラーが付けられていた。また後の8輪重装甲車シリーズと同様、後部にも操縦席が設置されていて、車体の向きを変えずに急速後退できた。乗員はどれも4名であった。
ダイムラーベンツ社製G3a型シャーシ
ホイールベース長3m。1932年から、重装甲無線車型を含め31輌が生産された。
ビュッシング-NAG社製G31p型シャーシ
ホイールベース長2.71m。1933年から1935年までに、重装甲無線車型を含め約50輌が生産された。
マギルス社製M206p型シャーシ
ホイールベース長2.5m。1934年から、重装甲無線車型を含め40輌弱が生産された。
これらの車輌は機械化偵察大隊に配備され、徐々に後継のSd Kfz 231 (8-Rad)に置き換わっていったが、フランス戦の頃までは第一線でその姿を見ることができ、またその後も後方任務に用いられた。